# Lešje (Vojnik, Slovenija)
Lešje je naselje u slovenskoj Općini Vojniku. Lešje se nalazi u pokrajini Štajerskoj i statističkoj regiji Savinjskoj. 

## Stanovništvo
Prema popisu stanovništva iz 2002. godine naselje je imalo 43 stanovnika.